# Eois pararussearia
Eois pararussearia är en fjärilsart som beskrevs av Paul Dognin 1901. Eois pararussearia ingår i släktet Eois och familjen mätare. Inga underarter finns listade i Catalogue of Life.